# Алиса (јунакиња Керола)
Алиса (енгл. Alice) је измишљени лик писца Луиса Керола. Као главна јунакиња, појављује се у романима Алиса у земљи чуда и Алиса с оне стране огледала.